# Archisotoma quadrioculata
Archisotoma quadrioculata is een springstaartensoort uit de familie van de Isotomidae. De wetenschappelijke naam van de soort is voor het eerst geldig gepubliceerd in 1988 door Fjellberg.